# Eupithecia madura
Eupithecia madura là một loài bướm đêm trong họ Geometridae.